# Galaktyka podwójna
Galaktyka podwójna – układ dwóch galaktyk obserwowanych w niewielkiej odległości.
W przypadku układu związanego fizycznie jest to układ dwóch galaktyk krążących wokół wspólnego środka masy. Gdy są to galaktyki tego samego typu (np. obie są eliptyczne) lub o podobnej masie, określane są terminem ang. dumbbell galaxy.  Dublety optyczne są natomiast daleko rozdzielonymi parami, które wydają się bliskie z powodu przypadkowego położenia obserwatora w pobliżu łączącej je prostej.